# NGC 5468
NGC 5468 في الفهرس العام الجديد، هي مجرة، تقع في كوكبة العذراء. اكتشفت في 5 مارس 1785 بواسطة ويليام هيرشل.

## روابط خارجية
- NGC 5468 على موقع ويكي سكاي: DSS2, SDSS, GALEX, IRAS, Hydrogen α, X-Ray, Astrophoto, Sky Map, Articles and images